# Fünfkampf-Weltmeisterschaft 1933

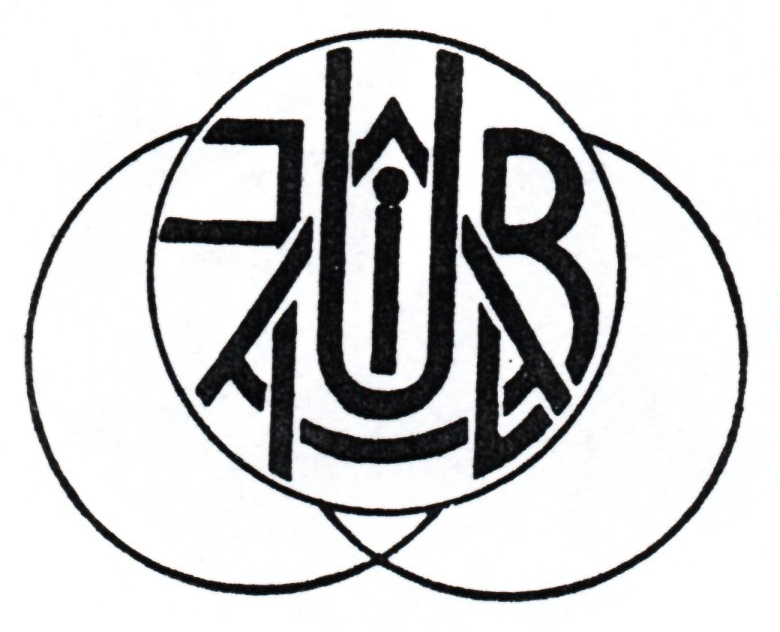
Logo UIFAB (ausrichtender Verband)

Veranstaltungsort: Vichy

Die Fünfkampf-Weltmeisterschaft 1933, auch Pentathlon-Weltmeisterschaft genannt, war das 0. Turnier in dieser Disziplin des Karambolagebillards und fand vom 7. bis zum 12. Juni 1933 in Vichy statt. Das Turnier wurde als Fünfkampf-Weltmeisterschaftstest ausgetragen, wurde aber später durch die UIFAB nicht als erste offizielle Fünfkampf-Weltmeisterschaft gewertet.

## Modus
Gespielt wurde in zwei Vorrundengruppen zu vier und zu fünf Spielern. Die beiden Gruppenbesten qualifizierten sich für die die Finalrunde. Die Ergebnisse der Vorrunde wurden in die Finalrunde mitgenommen. Die Ergebnisse gegen die ausgeschiedenen Spieler wurden gestrichen.
1. PP = Partiepunkte
2. MP = Matchpunkte
3. VGD = Verhältnismäßiger Generaldurchschnitt
4. BVED = Bester Einzel Verhältnismäßiger Durchschnitt

Bei der Berechnung des VGD wurden die erzielten Punkte in folgender Weise berechnet:
Freie Partie: Distanz 200 Punkte (erzielte Punkte mal 1)
Cadre 45/2: Distanz 150 Punkte (erzielte Punkte mal 1,5)
Einband: Distanz 50 Punkte (erzielte Punkte mal 10)
Cadre 71/2: Distanz 100 (Punkte erzielte Punkte mal 4)
Dreiband: Distanz 20 Punkte (erzielte Punkte mal 50)
Alle Aufnahmen wurden mal 1 gewertet.
Der Fünfkampf wurde auch in dieser Spielfolge gespielt.
In der Endtabelle wurden die erzielten Partiepunkte vor den Matchpunkten und dem VGD gewertet.

## Vorrundengruppe A
| Platz | Name                 | G-U-V  | PP    | MP  | Pkte.  | Aufn. | VGD   | BVED  |
| ----- | -------------------- | ------ | ----- | --- | ------ | ----- | ----- | ----- |
| 1     | Gustave van Belle    | 12-2-1 | 26:4  | 6:0 | 6879   | 254   | 27,08 | 34,29 |
| 2     | Otto Unshelm         | 8-1-6  | 17:13 | 4:2 | 6454,5 | 317   | 20,36 | 23,61 |
| 3     | Alfredo Ferraz       | 7-1-7  | 15:15 | 2:4 | 5463   | 259   | 21,09 | 21,03 |
| 4     | Elmar Sidney Prather | 1-0-14 | 2:28  | 0:6 | 3998   | 344   | 11,62 | –     |

## Vorrundengruppe B
| Platz | Name                  | G-U-V  | PP    | MP  | Pkte.  | Aufn. | VGD   | BVED  |
| ----- | --------------------- | ------ | ----- | --- | ------ | ----- | ----- | ----- |
| 1     | Jacques Davin         | 14-0-6 | 28:12 | 6:2 | 8830,5 | 307   | 28,76 | 47,44 |
| 2     | Jean de Gasparin      | 14-0-6 | 28:12 | 8:0 | 8297,5 | 407   | 20,38 | 23,00 |
| 3     | Ernst Reicher         | 13-1-6 | 27:13 | 4:4 | 7410   | 316   | 23,44 | 32,74 |
| 4     | Jákap Pap             | 5-0-15 | 10:30 | 2:6 | 6648,5 | 415   | 16,02 | 15,70 |
| 5     | Armando Martinez Sagi | 3-1-16 | 7:33  | 0:8 | 6630   | 371   | 17,87 | –     |

## Finalrunde
| Platz                               | Name              | G-U-V  | PP    | MP  | Pkte. | Aufn. | VGD   | BVED  |
| ----------------------------------- | ----------------- | ------ | ----- | --- | ----- | ----- | ----- | ----- |
| 1                                   | Jacques Davin     | 13-0-2 | 26:4  | 6:0 | 6659  | 199   | 33,46 | 43,53 |
| 2                                   | Gustave van Belle | 9-1-5  | 19:11 | 4:2 | 5873  | 173   | 32,99 | 36,90 |
| 3                                   | Jean de Gasparin  | 5-0-10 | 10:20 | 2:4 | 5228  | 221   | 23,65 | 26,17 |
| 4                                   | Otto Unshelm      | 2-1-12 | 5:25  | 0:6 | 4690  | 228   | 20,57 | –     |
| Turnierdurchschnitt Endrunde: 27,17 |                   |        |       |     |       |       |       |       |

## Abschlusstabelle
| Legende | Legende                                       |
| --- | --------------------------------------------- |
| Abk. | Bedeutung                                     |
| Pkt. | erzielte Punkte                               |
| Aufn. | benötigte Aufnahmen                           |
| ED | Einzeldurchschnitt                            |
| GD | Generaldurchschnitt                           |
| VGD | Verhältnismässiger Generaldurchschnitt        |
| BMD | Bester Mannschaftsdurchschnitt                |
| BED | Bester Einzeldurchschnitt                     |
| BSD | Bester Satzdurchschnitt                       |
| BEVD | Bester Einzel Verhältnismässiger Durchschnitt |
| HS | Höchstserie                                   |
| MP | Match Points                                  |
| PP | Partie Punkte                                 |
| G-U-V | Gewonnen-Unentschieden-Verloren               |
| SV | Satzverhältnis                                |
| WRP | Weltranglistenpunkte                          |
| | 1. Platz (Gold)                               |
| | 2. Platz (Silber)                             |
| | 3. Platz (Bronze)                             |
| | Bester GD des Turniers/Runde                  |
| | Bester VGD des Turniers/Runde                 |
| | Bester ED des Turniers/Runde                  |
| | Bester BVGD des Turniers/Runde                |
| | Beste HS des Turniers/Runde                   |
| (Evtl. finden nicht alle Begriffe Anwendung oder einige sind nicht aufgeführt. Diese können in der Liste der Karambolage-Begriffe nachgesehen werden.) |                                               |

| Endklassement              | Endklassement         | Endklassement | Endklassement | Endklassement | Endklassement | Endklassement | Endklassement | Endklassement | Endklassement |
| Platz                      | Name                  | G-U-V         | PP            | MP            | Pkte.         | Aufn.         | VGD           | BVED          |               |
| -------------------------- | --------------------- | ------------- | ------------- | ------------- | ------------- | ------------- | ------------- | ------------- | ------------- |
| 1                          | Jacques Davin         | 13-0-2        | 26:4          | 6:0           | 6659          | 199           | 33,46         | 47,44         |               |
| 2                          | Gustave van Belle     | 9-1-5         | 19:11         | 4:2           | 5873          | 173           | 32,99         | 36,90         |               |
| 3                          | Jean de Gasparin      | 5-0-10        | 10:20         | 2:4           | 5228          | 221           | 23,65         | 26,17         |               |
| 4                          | Otto Unshelm          | 2-1-12        | 5:25          | 0:6           | 4690          | 228           | 20,57         | 16,72         |               |
| 5                          | Ernst Reicher         | 13-1-6        | 27:13         | 4:4           | 7410          | 316           | 23,44         | 32,74         |               |
| 6                          | Alfredo Ferraz        | 7-1-7         | 15:15         | 2:4           | 5463          | 259           | 21,09         | 21,03         |               |
| 7                          | Jákap Pap             | 5-0-15        | 10:30         | 2:6           | 6648,5        | 415           | 16,02         | 15,70         |               |
| 8                          | Armando Martinez Sagi | 3-1-16        | 7:33          | 0:8           | 6630          | 371           | 17,87         | –             |               |
| 9                          | Elmar Sidney Prather  | 1-0-14        | 2:28          | 0:6           | 3998          | 344           | 11,62         | –             |               |
| Turnierdurchschnitt: 21,62 |                       |               |               |               |               |               |               |               |               |

## Freie Partie
| Platz | Name                 | MP  | Pkte. | Aufn. | GD    | BED    | HS  |
| ----- | -------------------- | --- | ----- | ----- | ----- | ------ | --- |
| 1     | Alfredo Ferraz       | 6:0 | 600   | 27    | 22,22 | 50,00  | 141 |
| 2     | Gustave van Belle    | 4:2 | 504   | 24    | 21,00 | 100,00 | 199 |
| 3     | Otto Unshelm         | 2:4 | 290   | 32    | 9,06  | 9,52   | 32  |
| 4     | Elmar Sidney Prather | 0:6 | 112   | 53    | 2,11  | –      | 10  |

| Platz | Name                  | MP  | Pkte. | Aufn. | GD    | BED    | HS  |
| ----- | --------------------- | --- | ----- | ----- | ----- | ------ | --- |
| 1     | Ernst Reicher         | 6:2 | 785   | 34    | 23,08 | 100,00 | 190 |
| 2     | Jacques Davin         | 6:2 | 797   | 43    | 18,53 | 28,57  | 126 |
| 3     | Jean de Gasparin      | 6:2 | 616   | 43    | 14,32 | 33,33  | 89  |
| 4     | Armando Martinez Sagi | 2:6 | 495   | 52    | 9,51  | 6,25   | 71  |
| 5     | Jákap Pap             | 0:8 | 549   | 82    | 6,69  | –      | 70  |

| Platz | Name              | MP  | Pkte. | Aufn. | GD    | BED    | HS  |
| ----- | ----------------- | --- | ----- | ----- | ----- | ------ | --- |
| 1     | Jacques Davin     | 6:0 | 600   | 25    | 24,00 | 40,00  | 151 |
| 2     | Gustave van Belle | 4:2 | 523   | 16    | 32,68 | 200,00 | 200 |
| 3     | Jean de Gasparin  | 2:4 | 306   | 21    | 14,57 | 13,33  | 66  |
| 4     | Otto Unshelm      | 0:6 | 496   | 34    | 14,58 | –      | 104 |

## Cadre 45/2
| Platz | Name                 | MP  | Pkte. | Aufn. | GD    | BED   | HS  |
| ----- | -------------------- | --- | ----- | ----- | ----- | ----- | --- |
| 1     | Gustave van Belle    | 6:0 | 450   | 22    | 20,45 | 25,00 | 106 |
| 2     | Alfredo Ferraz       | 4:2 | 382   | 41    | 9,31  | 12,50 | 44  |
| 3     | Otto Unshelm         | 2:4 | 383   | 50    | 7,66  | 6,52  | 58  |
| 4     | Elmar Sidney Prather | 0:6 | 108   | 41    | 2,63  | –     | 11  |

| Platz | Name                  | MP  | Pkte. | Aufn. | GD    | BED   | HS  |
| ----- | --------------------- | --- | ----- | ----- | ----- | ----- | --- |
| 1     | Ernst Reicher         | 8:0 | 600   | 50    | 12,00 | 18,75 | 80  |
| 2     | Jacques Davin         | 6:2 | 593   | 40    | 14,82 | 75,00 | 133 |
| 3     | Jean de Gasparin      | 4:4 | 493   | 63    | 7,82  | 11,53 | 63  |
| 4     | Jákap Pap             | 2:6 | 429   | 62    | 6,91  | 6,25  | 47  |
| 5     | Armando Martinez Sagi | 0:8 | 294   | 53    | 5,54  | –     | 27  |

| Platz | Name              | MP  | Pkte. | Aufn. | GD    | BED    | HS  |
| ----- | ----------------- | --- | ----- | ----- | ----- | ------ | --- |
| 1     | Jacques Davin     | 6:0 | 450   | 20    | 22,50 | 37,50  | 91  |
| 2     | Gustave van Belle | 4:2 | 312   | 10    | 31,20 | 150,00 | 150 |
| 3     | Jean de Gasparin  | 2:4 | 408   | 26    | 15,69 | 11,53  | 63  |
| 4     | Otto Unshelm      | 0:6 | 262   | 22    | 11,90 | –      | 90  |

## Einband
| Platz | Name                 | MP  | Pkte. | Aufn. | GD   | BED  | HS |
| ----- | -------------------- | --- | ----- | ----- | ---- | ---- | -- |
| 1     | Otto Unshelm         | 5:1 | 150   | 70    | 2,14 | 2,27 | 12 |
| 2     | Gustave van Belle    | 4:2 | 150   | 64    | 2,34 | 2,63 | 14 |
| 3     | Alfredo Ferraz       | 3:5 | 148   | 61    | 2,42 | 2,63 | 19 |
| 4     | Elmar Sidney Prather | 0:6 | 103   | 65    | 1,58 | –    | 7  |

| Platz | Name                  | MP  | Pkte. | Aufn. | GD   | BED  | HS |
| ----- | --------------------- | --- | ----- | ----- | ---- | ---- | -- |
| 1     | Jean de Gasparin      | 8:0 | 200   | 99    | 2,02 | 2,38 | 15 |
| 2     | Ernst Reicher         | 6:2 | 184   | 62    | 2,96 | 5,55 | 19 |
| 3     | Jákap Pap             | 4:4 | 158   | 92    | 1,71 | 1,85 | 13 |
| 4     | Jacques Davin         | 2:6 | 160   | 72    | 2,22 | 5,00 | 22 |
| 5     | Armando Martinez Sagi | 0:8 | 126   | 85    | 1,48 | –    | 8  |

| Platz | Name              | MP  | Pkte. | Aufn. | GD   | BED  | HS |
| ----- | ----------------- | --- | ----- | ----- | ---- | ---- | -- |
| 1     | Jacques Davin     | 6:0 | 150   | 41    | 3,65 | 4,16 | 16 |
| 2     | Gustave van Belle | 4:2 | 144   | 33    | 4,36 | 6,25 | 15 |
| 3     | Jean de Gasparin  | 2:4 | 118   | 39    | 3,02 | 3,33 | 21 |
| 4     | Otto Unshelm      | 0:6 | 55    | 39    | 1,41 | –    | 13 |

## Cadre 71/2
| Platz | Name                 | MP  | Pkte. | Aufn. | GD   | BED   | HS |
| ----- | -------------------- | --- | ----- | ----- | ---- | ----- | -- |
| 1     | Gustave van Belle    | 6:0 | 300   | 32    | 9,37 | 16,66 | 49 |
| 2     | Otto Unshelm         | 4:2 | 285   | 63    | 4,52 | 7,14  | 33 |
| 3     | Alfredo Ferraz       | 2:4 | 215   | 32    | 6,71 | 8,33  | 48 |
| 4     | Elmar Sidney Prather | 0:6 | 136   | 59    | 2,30 | –     | 14 |

| Platz | Name                  | MP  | Pkte. | Aufn. | GD   | BED   | HS |
| ----- | --------------------- | --- | ----- | ----- | ---- | ----- | -- |
| 1     | Jacques Davin         | 6:2 | 386   | 39    | 9,89 | 14,28 | 51 |
| 2     | Jean de Gasparin      | 6:2 | 386   | 47    | 8,21 | 11,11 | 48 |
| 3     | Ernst Reicher         | 4:4 | 304   | 50    | 6,08 | 7,69  | 33 |
| 4     | Jákap Pap             | 4:4 | 319   | 59    | 5,40 | 6,66  | 29 |
| 5     | Armando Martinez Sagi | 0:8 | 171   | 55    | 3,10 | –     | 24 |

| Platz | Name              | MP  | Pkte. | Aufn. | GD    | BED   | HS |
| ----- | ----------------- | --- | ----- | ----- | ----- | ----- | -- |
| 1     | Gustave van Belle | 4:2 | 262   | 24    | 10,91 | 25,00 | 62 |
| 2     | Jean de Gasparin  | 4:2 | 245   | 38    | 6,44  | 7,69  | 21 |
| 3     | Jacques Davin     | 2:4 | 221   | 24    | 9,20  | 20,00 | 47 |
| 4     | Otto Unshelm      | 2:4 | 189   | 28    | 6,75  | 10,00 | 34 |

## Dreiband
| Platz | Name                 | MP  | Pkte. | Aufn. | GD    | BED   | HS |
| ----- | -------------------- | --- | ----- | ----- | ----- | ----- | -- |
| 1     | Gustave van Belle    | 6:0 | 60    | 112   | 0,535 | 0,740 | 6  |
| 2     | Otto Unshelm         | 4:2 | 59    | 102   | 0,578 | 0,714 | 4  |
| 3     | Elmar Sidney Prather | 2:4 | 43    | 126   | 0,341 | 0,465 | 4  |
| 4     | Alfredo Ferraz       | 0:6 | 39    | 98    | 0,397 | –     | 6  |

| Platz | Name                  | MP  | Pkte. | Aufn. | GD    | BED   | HS |
| ----- | --------------------- | --- | ----- | ----- | ----- | ----- | -- |
| 1     | Jacques Davin         | 8:0 | 80    | 113   | 0,707 | 0,909 | 5  |
| 2     | Armando Martinez Sagi | 5:3 | 75    | 126   | 0,595 | 0,666 | 6  |
| 3     | Jean de Gasparin      | 4:4 | 68    | 155   | 0,438 | 0,526 | 4  |
| 4     | Ernst Reicher         | 3:5 | 59    | 120   | 0,491 | 1,428 | 11 |
| 5     | Jákap Pap             | 0:8 | 52    | 120   | 0,433 | –     | 4  |

| Platz | Name              | MP  | Pkte. | Aufn. | GD    | BED   | HS |
| ----- | ----------------- | --- | ----- | ----- | ----- | ----- | -- |
| 1     | Jacques Davin     | 6:0 | 60    | 89    | 0,674 | 0,909 | 4  |
| 2     | Gustave van Belle | 3:3 | 48    | 95    | 0,505 | 0,571 | 3  |
| 3     | Otto Unshelm      | 3:3 | 53    | 105   | 0,504 | 0,345 | 5  |
| 4     | Jean de Gasparin  | 0:6 | 43    | 97    | 0,443 | –     | 6  |